# Różanka (gmina)
Różanka (1919 Różańka) – dawna gmina wiejska istniejąca do 1939 roku w województwie nowogródzkim w Polsce (obecnie na Białorusi). Siedzibą gminy było miasteczko Różanka (734 mieszk. w 1921 roku).
Na początku okresu międzywojennego gmina Różanka należała do powiatu lidzkiego w woj. nowogródzkim. 11 kwietnia 1929 roku do gminy Różanka przyłączono część obszaru gminy Orla. 29 maja 1929 roku gmina weszła w skład nowo utworzonego powiatu szczuczyńskiego w tymże województwie. Na terenie gminy Różanka znajdowała się enklawa (gromada Bykówka), należąca do gminy Mosty powiatu grodzieńskiego województwia białostockiego.
Po wojnie obszar gminy Różanka został odłączony od Polski i włączony w struktury administracyjne Białoruskiej SRR.
Zobacz też: gmina Różana